# Crossopriza maculipes
Crossopriza maculipes (лат.) — вид пауков-сенокосцев рода Crossopriza (Smeringopinae, Pholcidae). Распространён в Центральной Азии (Ирак, Казахстан, Узбекистан, Туркменистан, Таджикистан, Афганистан, Пакистан).

## Описание
Мелкие пауки-сенокосцы, длина тела около 5 мм, ширина карапакса 2 мм, длина ног до 4 см. Карапакс охристо-жёлтый, ямка карапакса спереди светло-коричневая; стернум тёмно-коричневый, с радиальными метками; ноги охристо-жёлтые, без тёмных колец, с чёрными линиями на бёдрах и голенях; брюшко охристо-серое, с несколькими нечёткими тёмными метками дорсально; вентрально с отчётливой чёрной срединной полосой, частично нарушенной, с двумя параллельными продольными метками за гонопором.
Несколько находок сделаны в зданиях. Кроме этого, ничего не известно о биологии этого широко распространенного вида..

## Систематика
Вид был впервые описан в 1934 году под названием Ceratopholcus maculipes Spassky, 1934, а его валидный статус подтверждён в ходе родовой ревизии и исследования разнообразия пауков Центральной Азии, проведённой в 2022 году немецким арахнологом Бернхардом Хубером (Bernhard Huber, Alexander Koenig Research Museum of Zoology, Бонн, Германия). Легко отличить от близких видов по деталям пальп самцов (вентральный склерит прокурсуса с отчётливым ретролатеральным отростком; вершина прокурсуса с дорсальным склеритом; дистальный бульбальный склерит с двумя рядами апофизов на пролатеральной стороне); от похожих видов (Crossopriza lyoni, Crossopriza surobi) также по хелицерам самцов (латеральные апофизы в боковом виде короткие и широко усечённые) и по гениталиям самок (эпигинум длиннее, чем у C. lyoni; поровые пластинки ближе друг к другу, чем у C. surobi).